# آلبوم هوکر
آلبوم هوکر مجموعه عکس‌هایی است که گمان می‌رود توسط کارل-فریدریش هوکر، افسر اس‌اس در زمان رژیم نازی در آلمان گردآوری شده باشند. این مجموعه شامل بیش از صد عکس از زندگی و شرایط افسران و مدیرانی است که مجموعه اردوگاه کار اجباری آشویتس - بیرکناو را اداره می‌کردند. این آلبوم نظیری ندارد و از جمله سندهای مهم از هولوکاست به‌شمار می‌رود. آلبوم اکنون در بایگانی موزه یادبود هولوکاست ایالات متحده (USHMM) در واشینگتن دی سی قرار دارد.

## کشف
به گفته موزه، این آلبوم عکس توسط یک افسر ضداطلاعاتی آمریکایی با نام محفوظ پیدا شد که پس از تسلیم آلمان در سال ۱۹۴۵ در فرانکفورت مستقر بود. این افسر آلبوم عکس را در آپارتمانی در آنجا پیدا کرد و هنگامی که به ایالات متحده بازگشت، آن را با خود با آمریکا برد.
در ژانویه ۲۰۰۷، افسر آمریکایی آلبوم را با درخواست آشکار نشدن هویت خود به موزه یادبود هولوکاست اهدا کرد. زیرنویس‌های عکس‌ها و افرادی که در تصاویر به چشم می‌خورند، به سرعت تأیید کردند که آلبوم زندگی در اردوگاه‌های آشویتس و اطراف آن را به تصویر می‌کشد. نخستین عکس، پرتره‌ای از ریشارد بائر، فرمانده اردوگاه آشویتس میان سال‌های ۱۹۴۴ و ۱۹۴۵، و کارل هوکر، دستیار بایر بود.

## فهرست مطالب

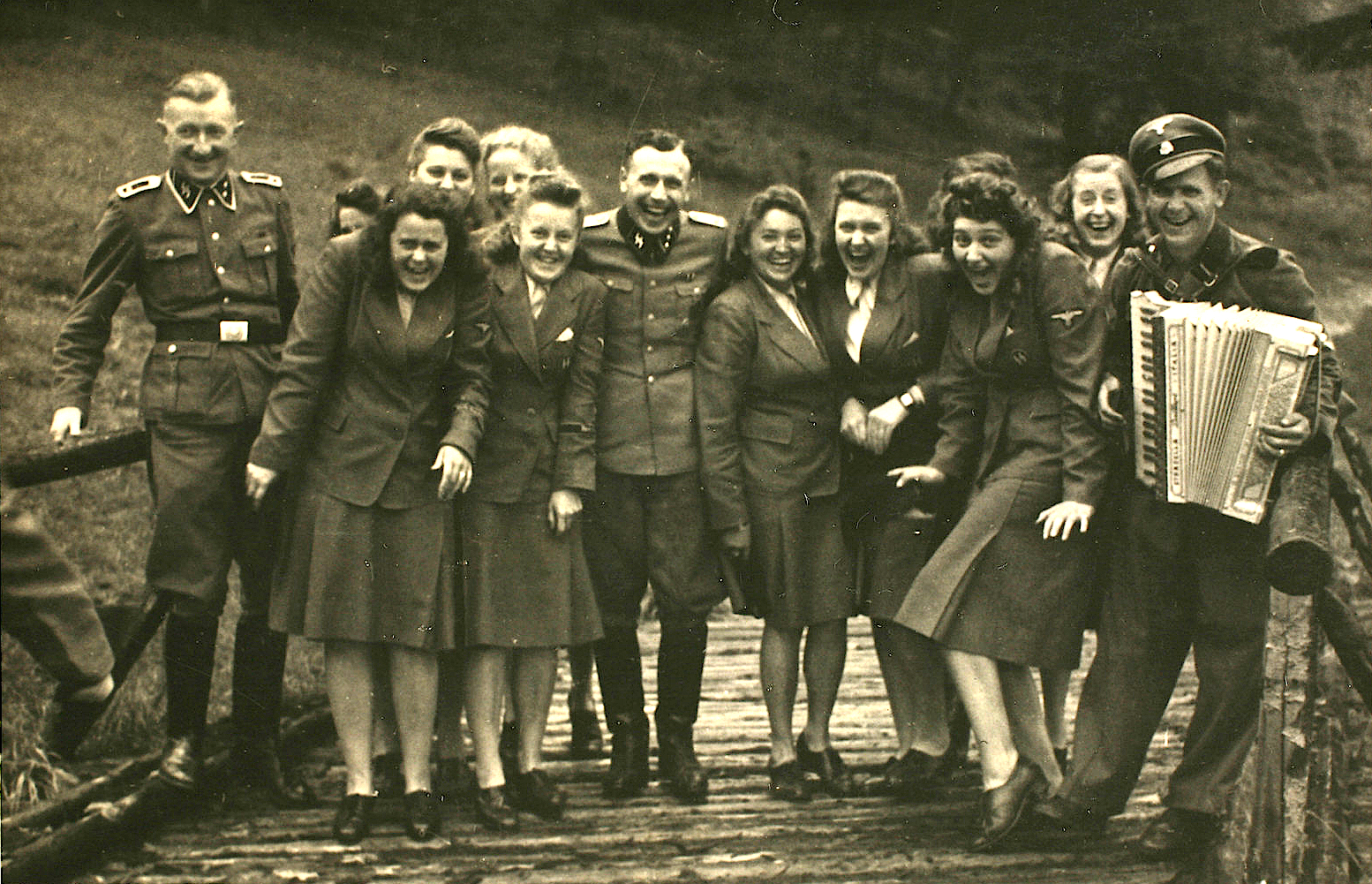
عکسی از آلبوم هوکر که افسران اردوگاه آشویتس را در حال خوشگذرانی در اقامتگاه تابستانی نشان می‌دهد. ژوئیه ۱۹۴۴

آلبوم شامل ۱۱۶ عکس، همه به صورت سیاه‌وسفید، است که در تقریباً همه آنها افسران آلمانی حضور دارند. باور بر این است که آلبوم متعلق به هوکر بوده‌است زیرا او در تصاویر بیش از هر شخص دیگری ظاهر می‌شود. در صفحه عنوان زیر عکسی از هوکر و بائر نوشته شده‌است «به همراه فرمانده اس‌اس بائر، آشویتس ۲۱ ام ژوئن ۱۹۴۴»، که این هوکر را به عنوان صاحب آلبوم مشخص می‌کند. وی همچنین تنها شخصی در آلبوم است که در عکس‌ها به صورت تکی و بدون همراه ظاهر می‌شود.
برخی از تصاویر، رویدادهای رسمی مانند تشییع جنازه نظامی و ایجاد بیمارستانی جدید را به تصویر می‌کشند. آن‌ها همچنین شامل تصاویری از استراحت افسران اردوگاه در اقامتگاه تفریحی کارکنان موسوم به Solahütte هستند، که اقامتگاهی روستایی بود که تنها ۳۰ کیلومتر با مجموعه اردوگاه فاصله داشت. این تصاویر از آن روی تأثیرگذار هستند که در آن‌ها نشان داده می‌شود که افسران کارمند مشغول آواز خواندن، نوشیدن و غذا خوردن هستند در حالی که در خود اردوگاه رنج‌های عظیمی در حال رخ دادن بود.
تعدادی از عکس‌ها افسران را در جمع زنانی جوان نشان می‌دهند که به عنوان تندنویس و تایپیست، در مدرسه اس‌اس در اوبرنه آموزش می‌دیدند، و به‌طور کلی به عنوان Helferinnen اس‌اس شناخته می‌شدند؛ واژه آلمانی به معنای «کمکیارن» مؤنث.

## عکس‌های منگله
هر دو فرماندهان مشهور اردوگاه، ریشارد بائر و رودلف هوس، در عکس‌ها دیده می‌شوند. احتمالاً بدنام‌ترین چهره آشویتس که در این آلبوم حضور دارد، یوزف منگله است که زندانیان اردوگاه او را با عنوان «فرشته مرگ» می‌شناختند. منگله، که پزشکی آموزش دیده بود، آزمایش‌های پزشکی بر روی دوقلوها در اردوگاه انجام می‌داد. او به کرات در «گزینش» در سکوی ورودی قطارها شرکت می‌کرد تا به داوری این بپردازد که کدام زندانیان بلافاصله کشته شوند و کدام یک مجاز به زندگی و انجام کار اجباری می‌بودند.
در کل، این آلبوم شامل هشت عکس است که در آن‌ها منگله دیده می‌شود. پیش از اهدای این آلبوم به موزه، هیچ تصویری از او در محوطه اردوگاه در دست نبود.

## زمان گرفته شدن عکس‌ها
عکس‌های آلبوم هوکر به ویژه به دلیل آنکه که در طی ماه‌های ژوئن تا دسامبر سال ۱۹۴۴ گرفته شده‌اند، مورد توجه قرار گرفته‌اند. بایگان‌ها و تاریخ‌دانان بر این باورند که این دوره با پاکسازی گسترده صدها هزار یهودی مجارستانی در بهار و تابستان ۱۹۴۴ همراه بوده‌است - رویدادی که تحت عنوان «کاروان مجارستان» شناخته می‌شود. این یهودیان پس از حمله نازی‌های به مجارستان در مارس ۱۹۴۴ گرد آورده و به آشویتس منتقل شدند. در آن دوره آنچان تعداد یهودیان مجارستانی کشته‌شده در اردوگاه‌های آشویتس زیاد بود که مرده‌سوزخانه‌ها توانایی پردازش همه جنازه‌ها را نداشتد و چاله‌هایی باز برای خلاصی از شر اجساد کنده شدند. تقابل این اتفاقات با آوازخوانی، عشق‌ورزی و زغال اخته خوردن افسران در آلبوم هوکر به ویژه آزار دهنده است.
به گفته ربکا اربِلدینگ، بایگان موزه که این آلبوم را از اهدا کننده آن دریافت کرد و نخستین بار اهمیت آن را تشخیص داد، «این آلبوم به ما یادآوری می‌کند که عاملان هولوکاست انسان‌ها، مردان و زنان دارای خانواده، کودکان و حیوانات خانگی بودند که تعطیلات را جشن می‌گرفتند و به سفر می‌رفتند … این افراد انسان بودند … و این عکس‌ها به ما یادآوری می‌کند که انسان‌ها چگونه در دام یهودی‌ستیزی، نژادپرستی و نفرت می‌شوند.

## دادگاه هوکر
هوکر پیش از جنگ ازدواج کرد و در طول جنگ صاحب یک پسر و دختر شد که پس از آزادی از اسارت ۱۸ ماهه در اردوگاه اسیران جنگی بریتانیا، در سال ۱۹۴۶ به آن‌ها پیوست. در اوایل دهه ۱۹۶۰، وی توسط مقامات آلمان غربی در زادگاه خود، که در آن در بانک منصب داشت، بازداشت شد. اینکه چرا بانک او را پس از مدت‌ها غیبت بازاستخدام و ارتقا داد، در حالی که در طی آن مدت هیچ ارتباطی با بانکداری نداشت، مشخص نیست.
هوکر در دادگاه خود در فرانکفورت، بخشی از دادگاه‌های آشویتس فرانکفورت، انکار کرد که در گزینش قربانیان در بیرکناو شرکت داشته یا شخصاً یک زندانی را اعدام کرده باشد. وی همچنین هرگونه آگاهی از سرنوشت حدود ۴۰۰٬۰۰۰ یهودی مجارستانی را که در آشویتس در مدت خدمت خود در اردوگاه به قتل رسیدند، انکار کرد. دادستان‌ها نشان دادند که هوکر از فعالیت‌های نسل‌کشی در اردوگاه آگاهی داشته، اما نتوانستند ثابت کنند که وی در آن‌ها نقش مستقیم داشته‌است.
در اوت ۱۹۶۵ هوکر به اتهام کمک و همکاری در بیش از ۱۰۰۰ قتل در آشویتس به هفت سال زندان محکوم شد. وی در سال ۱۹۷۰ آزاد شد و توانست به عنوان رئیس صندوقدار به پست بانکی خود بازگردد، و تا زمان بازنشستگی در آنجا کار کرد.
در ۳ مه ۱۹۸۹ دادگاه منطقه‌ای در شهر بیله‌فلد آلمان به دلیل مشارکت در کشتار با گاز به زندانیان، اغلب یهودیان لهستانی، در اردوگاه کار اجباری مایدانک در لهستان، وی را به ۴ سال زندان محکوم شد. سوابق اردوگاه نشان می‌دادند که میان ماه‌های مه ۱۹۴۳ تا مه ۱۹۴۴، هوکر کمینه ۳٬۶۱۰ کیلوگرم گاز سمی سیکلون ب را برای استفاده در مایدانک از شرکت Tesch & Stabenow در هامبورگ خریده بود.